# Jesper Pohjolainen
Jesper Pohjolainen (Hyvinkää, 14 settembre 2001) è uno sciatore alpino finlandese.

## Biografia
Specialista delle prove tecniche fratello di Rosa, a sua volta sciatrice alpina, e attivo dal novembre del 2017, Jesper Pohjolainen ha esordito in Coppa del Mondo il 24 novembre 2019 a Levi in slalom speciale e in Coppa Europa il 20 dicembre 2021 a Glungezer in slalom gigante, in entrambi i casi senza completare la prova; ai Mondiali di Courchevel/Méribel 2023, sua prima presenza iridata, non ha completato lo slalom speciale, l'unica gara nella quale ha preso il via. Il 15 dicembre 2024 ha conqusitato in Val di Fassa in slalom speciale il primo podio in Coppa Europa (2º) e ai successivi Mondiali di Saalbach-Hinterglemm 2025 si è classificato 19º nella combinata a squadre, non ha completato lo slalom speciale e non si è qualificato per la finale nello slalom gigante; non ha preso parte a rassegne olimpiche.

## Palmarès

### Coppa Europa
- Miglior piazzamento in classifica generale: 18º nel 2025
- 2 podi:
  - 2 secondi posti

### Campionati finlandesi
- 6 medaglie:
  - 4 ori (slalom speciale nel 2021; slalom speciale, parallelo nel 2022; slalom speciale nel 2023)
  - 2 argenti (slalom speciale nel 2024; slalom gigante nel 2025)